# Hagar
Hagar (hebrejsky הָגָר, „Ten, který je hostem“) byla podle abrahámovských náboženství egyptská otrokyně, která sloužila Sáře, manželce Abraháma. Na popud Sáry se Hagar stala druhou Abrahámovou manželkou a porodila mu syna Izmaela. Příběh Hagar je zaznamenán v knize Genesis i v pozdějším Koránu.

## Manželka Abrahámova
Podle některých tradic byla Abrahámova manželka Ketura, kterou si vzal po smrti Sáry, totožná s Hagar. Nové jméno Ketura (hebrejsky קְטוּרָה, „Okouřená kadidlem“) údajně obdržela proto, že se neposkvrnila a neprovdala za jiného muže ani poté, co byla od své paní, Sáry, a svého muže vyhnána. Seznam Hagařiných a Ketuřiných synů podle Bible:
 Toto je rodopis Abrahamova syna Izmaela, kterého Abrahamovi porodila Sářina otrokyně Hagar egyptská. Toto jsou jména Izmaelových synů, podle nichž jsou pojmenovány jejich rody: Izmaelův prvorozený Nebajót, Kédar, Adbeel a Mibsám, Mišma, Dúma a Masa, Chadad, Téma, Jetúr, Náfiš a Kedma.
Mišma, Dúma a Masa."
Genesis 25:12-15
Abraham si vzal opět ženu; jmenovala se Ketúra. Porodila mu Zimrána a Jokšána, Medána a Midjána, Jišbáka a Šúacha. Ti všichni jsou synové Ketúřini." 
Genesis 25:1-2
Někteří křesťané tyto seznamy používají jako důkaz proti tradici, jež Keturu ztotožňuje s Hagar. Ti však, kdo uznávají židovskou výkladovou posloupnost pardes, poukazují na to, že tento způsob biblického zápisu tuto tradici nijak nevyvrací. Jméno totiž ve starozákonní době „znamenalo víc než pouhé pojmenování.“ Jméno bylo považováno za součást duše a pokud u člověka došlo k zásadní změně v životních postojích nebo v postavení, mohlo se to projevit i změnou jména. A to byl i případ Hagar, která porodila svého syna Izmaela jako otrokyně, kdežto ostatní své syny již jako žena svobodná a duchovně obrozená. Tento způsob vnímání využil i apoštol Pavel, aby čtenářům svého listu Galatským přiblížil, proč se tehdejší Jeruzalém podobal otrokyni Hagar a ne svobodné ženě, ačkoliv jeho židovští obyvatelé byli tělesnými potomky Sáry.

## Význam jména
Význam jména Hagar je utíkat, být odvlečen, být vtažen do služby. Jméno Hagar mohlo znamenat útěk díky velmi vzácnému semitskému slovesu znamenajícímu Odvlečený nebo prostřednictvím řecko-perských výrazů - Tlačený do služby nebo Posel.